# World Bridge Games
World Bridge Games is een wereldkampioenschap bridgetoernooi voor nationale teams dat eenmaal per vier jaar plaatsvindt. Elk land dat lid is van de World Bridge Federation heeft het recht één team in te schrijven in elk van de vier categorieën: open, vrouwen, gemengd (toegevoegd in 2016) en senioren.
World Bridge Games is een voortzetting van de World Team Olympiade, die gehouden is van 1960 t/m 2004.
In 2008 en 2012 waren de World Bridge Games een onderdeel van de World Mind Sports Games.
| Nr | Jaar/ Plaats | Categorie | #teams | Goud             | Zilver           | Brons            | Nederlands team                                                                |
| -- | ------------ | --------- | ------ | ---------------- | ---------------- | ---------------- | ------------------------------------------------------------------------------ |
| 13 | 2008 Beijing | open      | 71     | Italië           | Engeland         | Noorwegen        | 5-8 (ex aequo) (Bakkeren – Bertens, Muller – De Wijs, Ramondt – Westra)        |
| 13 | 2008 Beijing | vrouwen   | 48     | Engeland         | China            | Verenigde Staten | 9-16 (ex aequo) (Arnolds – Vriend, Pasman – Simons, Van der Salm – Wijma)      |
| 13 | 2008 Beijing | senioren  | 32     | Japan            | Verenigde Staten | Indonesië        | uitgeschakeld in de round robin (Boegem – Janssens, Doremans – Trouwborst)     |
|    |              |           |        |                  |                  |                  |                                                                                |
| 14 | 2012 Lille   | open      | 60     | Zweden           | Polen            | Monaco           | 5-8 (ex aequo) (Brink – Drijver, Muller – De Wijs, Van Prooijen – Verhees jr.) |
| 14 | 2012 Lille   | vrouwen   | 43     | Engeland         | Rusland          | Polen            | 5-8 (ex aequo) (Arnolds – Van Zwol, Dekkers – Michielsen, Pasman – Simons)     |
| 14 | 2012 Lille   | senioren  | 34     | Hongarije        | Verenigde Staten | Frankrijk        | 9-16 (ex aequo) (Janssens – Vrieze, Maas – Vriend, Niemeijer – Verhees sr.)    |
|    |              |           |        |                  |                  |                  |                                                                                |
| 15 | 2016 Wroclaw | open      | 53     | Nederland        | Monaco           | Polen            | 1 (Brink – Bas Drijver, Bob Drijver – Nab, Muller – De Wijs)                   |
| 15 | 2016 Wroclaw | vrouwen   | 35     | Verenigde Staten | Frankrijk        | China            | 9-16 (ex aequo) (Arnolds – Verbeek, Dekkers – Van Delft, Pasman – Simons)      |
| 15 | 2016 Wroclaw | gemengd   | 23     | Nederland        | Rusland          | Bulgarije        | 1 (Aida Jansma – Jan Jansma, Ritmeijer – Ticha)                                |
| 15 | 2016 Wroclaw | senioren  | 24     | Verenigde Staten | Frankrijk        | Denemarken       | Nederland nam niet deel                                                        |